# Pallavolo ai VI Giochi panamericani - Torneo maschile
Il V campionato di pallavolo maschile ai Giochi panamericani si è svolto dal 31 luglio al 12 agosto 1971 a Cali, in Colombia, durante i VI Giochi panamericani. Al torneo hanno partecipato 12 squadre nazionali nordamericane e sudamericane e la vittoria finale è andata per la prima volta a Cuba.

## Squadre partecipanti
| - Argentina - Bahamas - Brasile - Canada - Cile - Colombia - Cuba - Haiti - Messico - Porto Rico - Stati Uniti - Venezuela |

## Prima Fase

### Girone A

#### Risultati
| Data      | Ora   | Partita     | Partita | Partita     |
| --------- | ----- | ----------- | ------- | ----------- |
| 31 luglio | 17:00 | Venezuela   | 3 - 1   | Colombia    |
| 1º agosto | 13:00 | Stati Uniti | 3 - 0   | Bahamas     |
| 2 agosto  | 15:00 | Colombia    | 3 - 0   | Bahamas     |
| 3 agosto  | 21:00 | Stati Uniti | 3 - 0   | Venezuela   |
| 4 agosto  | 19:00 | Colombia    | 0 - 3   | Stati Uniti |
| 5 agosto  | 13:00 | Venezuela   | 3 - 0   | Bahamas     |

### Girone B

#### Risultati
| Data      | Ora   | Partita   | Partita | Partita    |
| --------- | ----- | --------- | ------- | ---------- |
| 31 luglio | 13:00 | Argentina | 3 - 2   | Porto Rico |
| 1º agosto | 17:00 | Cuba      | 3 - 0   | Cile       |
| 2 agosto  | 17:00 | Argentina | 3 - 1   | Cile       |
| 3 agosto  | 15:00 | Cuba      | 3 - 0   | Porto Rico |
| 4 agosto  | 15:00 | Cuba      | 3 - 0   | Argentina  |
| 5 agosto  | 15:00 | Cile      | 3 - 0   | Porto Rico |

### Girone C

#### Risultati
| Data      | Ora   | Partita | Partita | Partita |
| --------- | ----- | ------- | ------- | ------- |
| 31 luglio | 15:00 | Messico | 3 - 0   | Canada  |
| 1º agosto | 15:00 | Brasile | 3 - 0   | Haiti   |
| 2 agosto  | 11:00 | Brasile | 3 - 0   | Canada  |
| 3 agosto  | 17:00 | Messico | 3 - 0   | Haiti   |
| 4 agosto  | 15:00 | Canada  | 3 - 0   | Haiti   |
| 5 agosto  | 17:00 | Brasile | 3 - 0   | Messico |

## Fase Finale

### Girone Finale

#### Risultati
| 7 agosto 1971 Cali  | Stati Uniti | 3 - 0 | Messico     | 15-3, 15-6, 15-9              |
| 7 agosto 1971 Cali  | Cuba        | 3 - 0 | Argentina   | 15-1, 15-9, 15-6              |
| 7 agosto 1971 Cali  | Brasile     | 3 - 0 | Venezuela   | 15-7, 15-11, 15-8             |
| 8 agosto 1971 Cali  | Cuba        | 3 - 0 | Messico     | 15-3, 17-15, 15-9             |
| 8 agosto 1971 Cali  | Venezuela   | 3 - 1 | Argentina   | 15-12, 5-15, 15-12, 15-13     |
| 8 agosto 1971 Cali  | Stati Uniti | 3 - 0 | Brasile     | 15-4, 15- , 15-11             |
| 9 agosto 1971 Cali  | Stati Uniti | 3 - 0 | Venezuela   | 15-7, 15-10, 15-4             |
| 9 agosto 1971 Cali  | Messico     | 3 - 2 | Argentina   | 15-8, 12-15, 5-15, 15-8, 15-- |
| 9 agosto 1971 Cali  | Brasile     | 3 - 1 | Cuba        | 15-10, 15-6, 11-15, 15-7      |
| 10 agosto 1971 Cali | Brasile     | 3 - 0 | Messico     | 15-7, 15-9, 16-14             |
| 10 agosto 1971 Cali | Cuba        | 3 - 0 | Venezuela   |                               |
| 10 agosto 1971 Cali | Stati Uniti | 3 - 0 | Argentina   | 15-6, 15-9, 15-9              |
| 11 agosto 1971 Cali | Brasile     | 3 - 0 | Argentina   | 15-4, 15-8, 15-4              |
| 11 agosto 1971 Cali | Venezuela   | 3 - 1 | Messico     | 16-14, 15-11, 12-15, 15-0     |
| 11 agosto 1971 Cali | Cuba        | 3 - 0 | Stati Uniti | 15-6, 15-13, 15-10            |

## Classifica finale
| Classifica | Squadre     |
| ---------- | ----------- |
|            | Cuba        |
|            | Stati Uniti |
|            | Brasile     |
| 4          | Venezuela   |
| 5          | Messico     |
| 6          | Argentina   |
| 7          | Cile        |
| 8          | Haiti       |
| 9          | Canada      |
| 10         | Colombia    |
| 11         | Porto Rico  |
| 12         | Bahamas     |